# Dobok

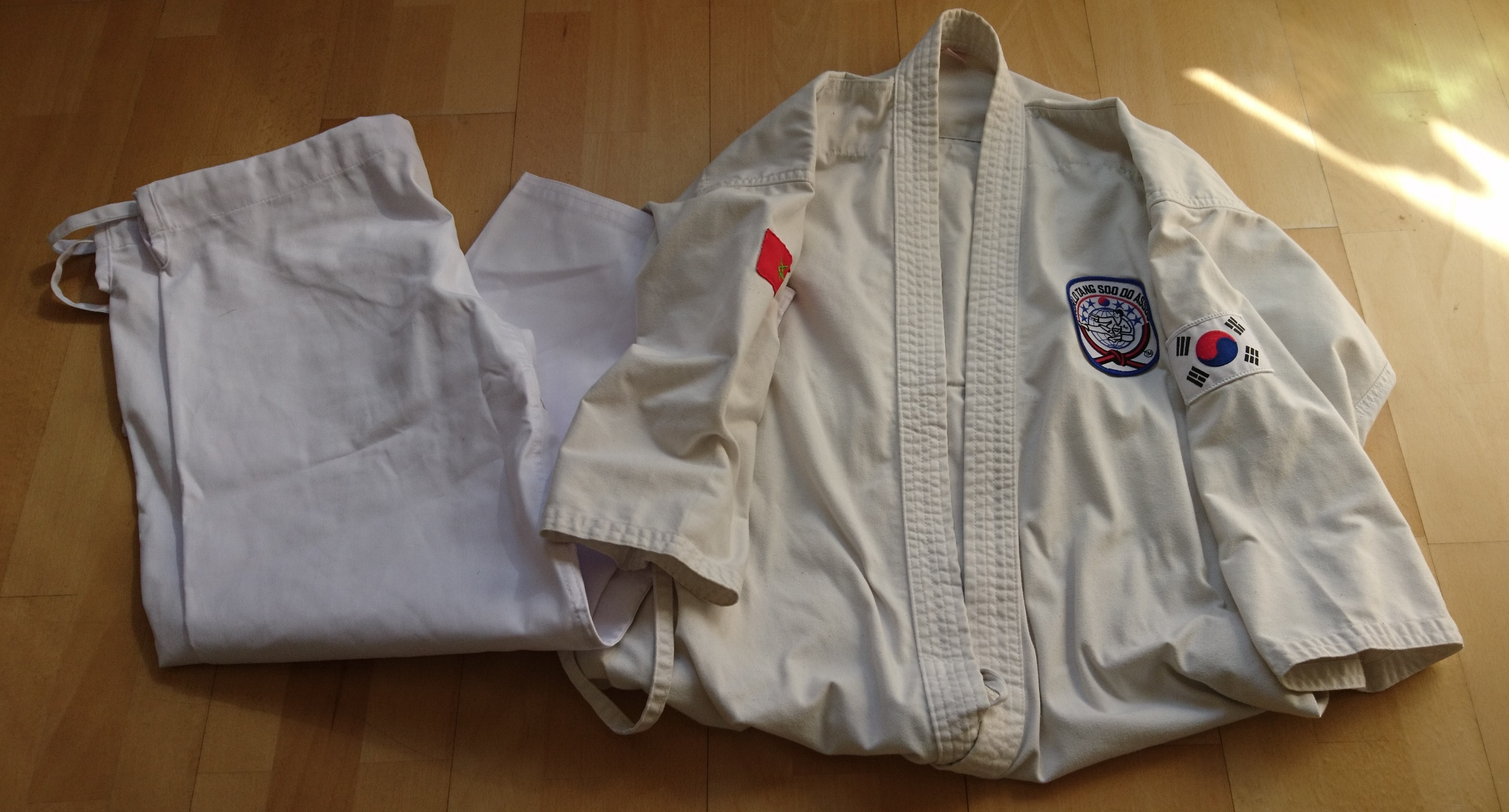
Dobok de tangsudo, aparentemente de geup.

El dobok (del coreano 도복?, 道服? dobokRR, topokMR, este formado por 도 do ‘camino’ y 복 bok ‘ropa’, y este calco léxico del japonés 道着 dōgi ‘keikogi’) es el quimono o uniforme que se utiliza en la práctica de las artes marciales coreanas, como el taekuondo.
El dobok viene en muchos colores, aunque el blanco y el negro son los más comunes. El dobok puede tener el reverso de un color diferente al resto del dobok. Están fabricados en una variedad de materiales, desde el tradicional algodón hasta mezclas de algodón y poliéster.

## Historia
Su origen es desconocido, los documentos relatan su uso en los períodos de Silla (Samguk sagi), Gaya (Samguk yusa) y Goguryeo-Baekje-Silla. Se describe en Koryo tokyong que: «la gente del reino de Goguryeo se viste con ropa blanca con un cinturón negro alrededor de la cintura».
Otros investigadores asocian el origen del dobok con una parte de la vestimenta de los samuráis. Cuando un samurái practicaba removía su armadura y solo se quedaba en ropa interior hecha de seda blanca.  Esta ropa interior simbolizaba pureza y belleza de cara a la muerte. Además, los samuráis eran también creyentes de no usar calzado cuando estaban en el interior de un recinto y el entrenamiento con zapatillas era difícil. De igual manera, la solapa izquierda de la vestimenta de un samurái cruzaba sobre la parte derecha de manera que la mano derecha pudiera alcanzar un arma escondida. Esta práctica se remonta a los días de los samuráis cuando las armas secretas se cargaban alrededor de la cintura.

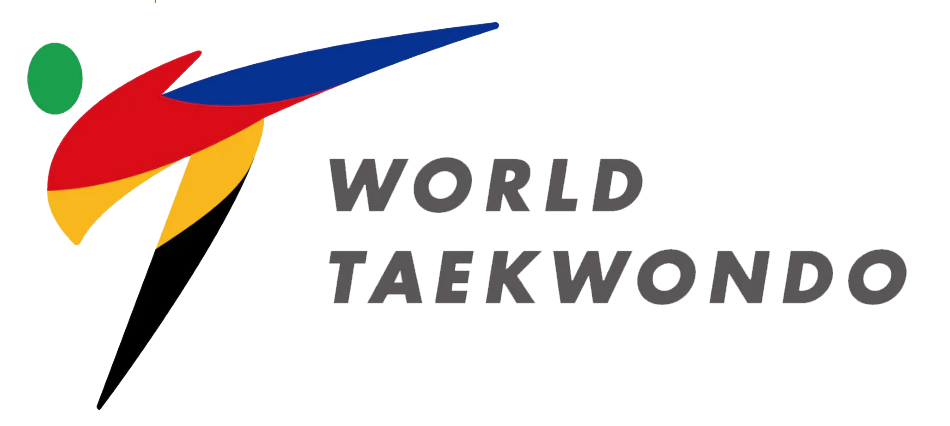
Logotipo del Taekwondo Mundial, antigua Federación Mundial de Taekwondo.

Con la evolución del taekuondo, el dobok fue modificándose para adaptarse a las nuevas técnicas y para que tuviera una identidad propia. El dobok tradicional fue haciéndose cada vez más llamativo producto de las marcas deportivas que lo van produciendo. El dobok con cuello en forma de V fue creado en 1978 por varios maestros de la Federación Mundial de Taekwondo (WTF) y el Kukkiwon en Seúl, Corea del Sur.
La chaqueta cerrada con cuello en forma de V sustituyó la chaqueta abierta que constantemente se abría y tenía que ser reordenada. Al principio, el dobok se hacía en un solo color y en 1970 se utilizaron dos colores, en función de si se llevaba cinturón negro o blanco. Asimismo, el dobok de los pum llevaba unas líneas negras y rojas alrededor del cuello y el de combate solo tenía una línea negra. Entonces, el dobok se convierte en un elemento diferenciador entre cinturones, edades y competidores. Al alcanzar la categoría de dan, se propone usar el dobok blanco de cuello negro, que simboliza realeza y, en el caso de los pum (menores de dieciséis años que cumplen con la etapa de colores, pero por su edad no pueden ser danes), se usa un cuello mitad rojo y mitad negro (como su cinturón).

## Tipos de doboks
En función del uso que se le vaya a dar, sobre todo en competiciones, hay varios tipos de doboks de taekuondo:
- Dobok pumse de cinturón pum masculino: Para los cinturones negros masculinos que aún no han cumplido quince años, el dobok tiene pantalones azules, una chaqueta blanca y el cuello en forma de Y que es rojo y negro como el cinturón.
- Dobok pumse de cinturón pum femenino: Para los cinturones negros femeninos que aún no han cumplido quince años, el dobok tiene pantalones rojos, una chaqueta blanca y el cuello en forma de Y es rojo y negro como el cinturón.
- Dobok pumse de cinturón negro masculino: Para los cinturones negros masculinos que han cumplido quince años de edad y tienen un rango entre 1.º y 6.º dan, el dobok tiene pantalón negro o azul oscuro, la chaqueta es blanca y el cuello en Y negro como el cinturón.
- Dobok pumse de cinturón negro femenino: Para los cinturones negros femeninos que hayan cumplido quince años de edad y tengan un rango entre 1.º y 6.º dan, el dobok tiene pantalón azul o celeste, la chaqueta es blanca con un cuello en forma de Y tan negro como el cinturón.
- Dobok pumse de cinturón negro de maestro: Para todos los cinturones negros, masculinos y femeninos, que tengan un rango entre 7.º y 9.º dan, o que hayan adquirido el rango de maestro en su federación nacional, el dobok tiene pantalón negro o azul oscuro, la chaqueta es de color dorado o amarillo ocre con un cuello en Y negro como el cinturón.

## Composición

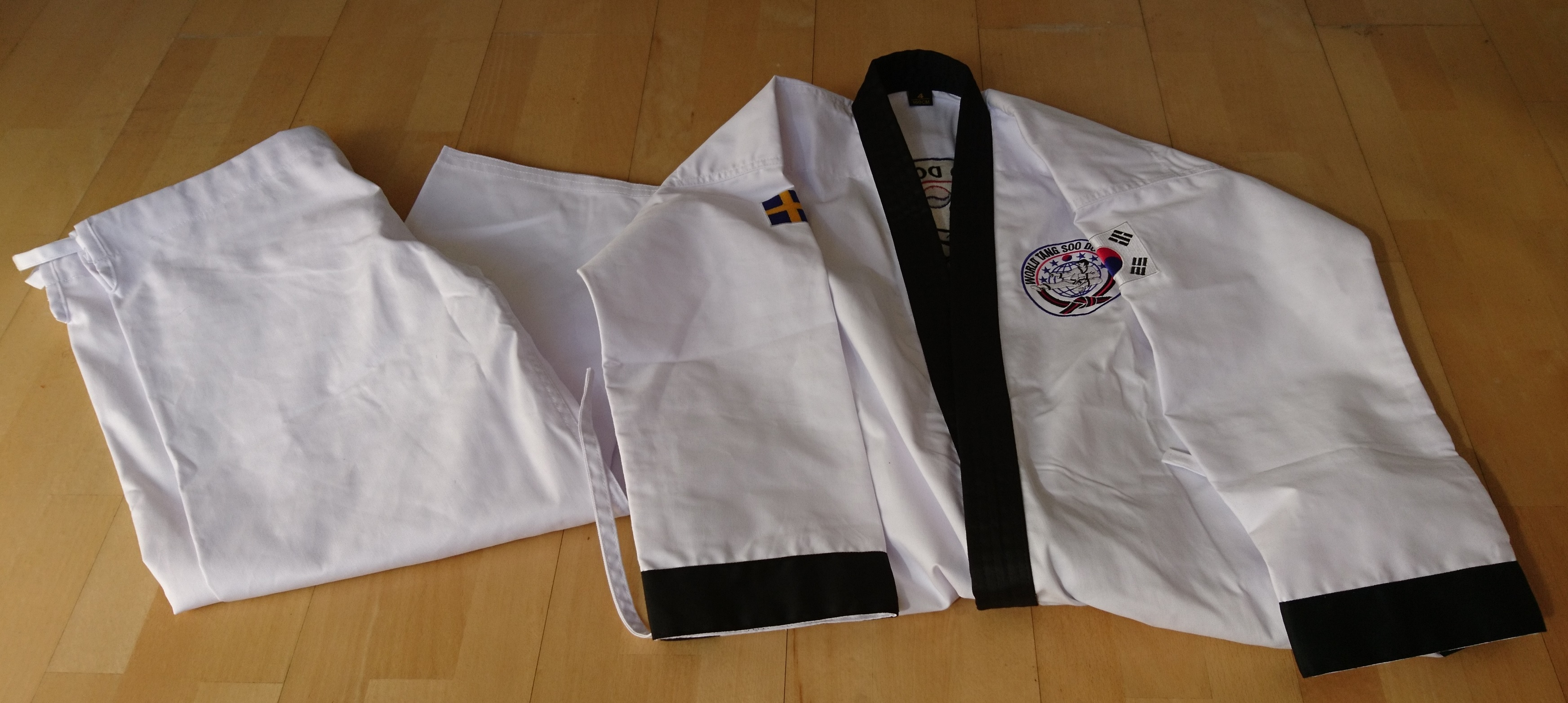
Dobok de tangsudo.

El dobok se compone de tres partes fundamentales: la chaqueta, el pantalón y el cinturón. Asimismo, las principales diferencias entre los doboks tradicionales y los de entrenamiento que se utilizan habitualmente están en el color del pantalón y en la forma de la chaqueta que vuelve a ser abierta y sustituye el tradicional cuello en forma de V por uno más clásico en forma de Y.

### La chaqueta
Los practicantes de taekuondo tradicional pueden usar doboks idénticos o muy similares a los keikogi, con una chaqueta cruzada al frente, mientras que los practicantes de taekuondo al estilo de la Federación Internacional de Taekwondo (ITF) suelen usar un diseño más nuevo con una chaqueta que se cierra verticalmente al frente. Alrededor del dobok se lleva un cinturón.

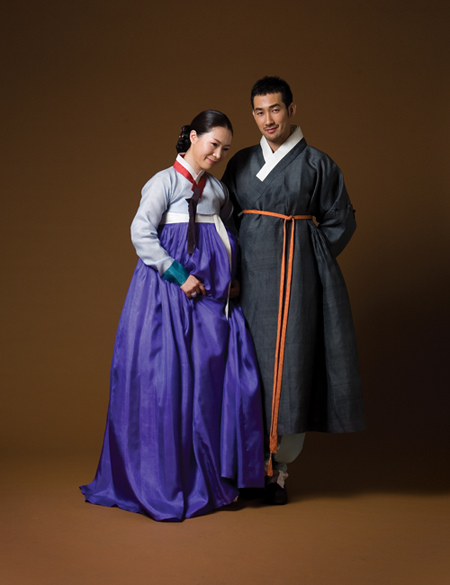
Hanbok.

### El pantalón
Los pantalones y las mangas de la chaqueta del dobok son más anchos y largos que los del keikogi japonés. Debido a esto, los practicantes suelen usar un dobok inspirado en el hanbok coreano. El dobok de los practicantes de taekuondo al estilo de la Federación Mundial de Taekwondo suele tener chaquetas con cuello en V, confeccionadas según el diseño del hanbok.
Los practicantes de artes de espada coreanas como el geomdo suelen usar pantalones más anchos, llamados chima baji (치마바지; literalmente, ‘falda-pantalón’) que tienen un aspecto similar al hakama japonés para kendo o iaidō.

### El cinturón
El cinturón se usa alrededor del dobok. El color del cinturón indica el rango o grado de la técnica del practicante. Los cinturones de colores son para los titulares de geup, mientras que los cinturones negros suelen ser usados por los titulares de dan. El orden de los colores de los cinturones puede diferir de una escuela a otra. Lo más común es que el primer cinturón sea un cinturón blanco. Otros colores que suelen usarse son el amarillo, naranja, verde, azul, morado, rojo, marrón, y luego negro. Algunas escuelas utilizan otros colores, como el marrón en lugar del rojo y el rojo en lugar del negro, o también tienen una raya que recorre todo el centro del cinturón.

#### Simbología del cinturón
- El cinturón blanco representa la pureza, el portador del mismo es una persona que comienza en la práctica del arte marcial, busca comprender el sentido y orden de su microuniverso interno y comienza a entender que se debe trabajar duro para conseguir las metas propuestas. El blanco representa uno de los colores del yin y el yang.
- El cinturón amarillo representa el inicio del aprendizaje, el nacimiento, se usa el color amarillo como representación de las riquezas físicas y espirituales obtenidas gracias a la práctica del arte marcial. El amarillo forma parte de la trilogía de la filosofía chonbugyong.
- El cinturón verde representa al igual que en la naturaleza el florecimiento de una nueva vida, en este color se demuestra que el practicante del taekuondo, comienza a adentrarse en la práctica de taekuondo.
- El cinturón azul es uno de los más importantes de todos ya que en dicho grado el practicante de artes marciales comienza la búsqueda de la paciencia, el azul representa el color generado por la unión del cielo y el mar, ese mismo azul que tanta paz y tranquilidad irradia. El azul forma parte de la trilogía de la filosofía chonbugyong.
- El cinturón rojo es considerado uno de los grados más difíciles, ya que en este el practicante del arte marcial debe alcanzar la fuerza, el arrojo, la valentía y lo que es más importante la humildad necesaria para poder llegar al grado de cinturón negro. El color rojo representa el esfuerzo realizado a través de los años para llegar a ese nivel. El rojo forma parte de la trinidad de la filosofía chonbugyong.
- El cinturón negro se basa en la filosofía del Yin-Yang.

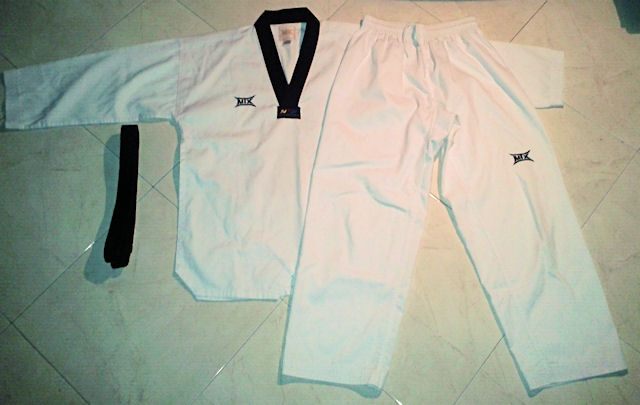
Dobok con el emblema del Taekwondo Mundial

### Distintivos
El dobok puede estar provisto de un emblema de la federación u organización a la que está afiliado el practicante. También suele verse el nombre del estilo o el nombre de la escuela escrito en la parte posterior. Sin embargo, también hay personas que simplemente prefieren un dobok blanco o negro, sin distintivos.

## Simbología
El dobok de entrenamiento está confeccionado de la misma manera que la ropa tradicional coreana, que utiliza tres símbolos: círculo, cuadrado y triángulo. Se pueden utilizar tanto para los pantalones como para las chaquetas; el círculo corresponde a la chaqueta, el cuadrado al pantalón y el triángulo al cinturón:
- 원 won, el círculo, simboliza el cielo;
- 방 bang, el cuadrado, simboliza la tierra;
- Kak, el triángulo, simboliza al hombre.

Estos tres símbolos son la base del universo y, según la tradición coreana, se transforman en una sola unidad: el han. Los conceptos numéricos del chonbugyong que asignan el número uno al cielo, el dos a la tierra y el tres al hombre se basan en costumbres que a su vez influyeron en el diseño de la vestimenta tradicional. De acuerdo con el yin y el yang, el hombre es un universo pequeño, el pantalón (que es yin) representa la tierra y la camisa (que es yang) representa el cielo; el cinturón representa al hombre.
El color blanco simboliza el origen del universo que, según la tradición coreana, es han. Han es blanco y es parte fundamental de las creencias coreanas. Es por ello que el dobok debe respetarse y mantenerse siempre limpio y planchado.